# Hearts and Masks
Hearts and Masks er en amerikansk stumfilm fra 1921 af William A. Seiter.

## Medvirkende
- Elinor Field som Alice Gaynor
- Francis McDonald som Galloping Dick
- Lloyd Bacon som Richard Comstock
- John Cossar som John Gaynor
- Mollie McConnell som Mrs. Graves